# Pedro Fernández Manrique
Pedro Fernández Manrique (Aguilar de Campoo, c. 1500 - Roma, 7 de outubro de 1540) foi um cardeal do século XVII.

## Biografia
Pedro Fernández Manrique nasceu em Aguilar de Campoo c. 1500, filho de Luis Fernández Manrique, 2.º Marquês de Aguilar de Campoo e María Manrique de Lara, filha de Pedro Manrique de Lara, 1.º Duque de Nájera. Seu irmão mais velho era Juan Fernández Manrique de Lara, Marquês de Aguilar de Campoo, vice-rei da Catalunha. Ele foi educado na Universidade de Salamanca na década de 1520.
Em 1525, Carlos I da Espanha o nomeou maestrina do capítulo da catedral de Salamanca, um cargo que também o tornou chanceler da Universidade de Salamanca. O capítulo da catedral, no entanto, elegeu Martín de Espinosa, um auditor da Rota Romana, para o mesmo cargo. Espinosa acabou prevalecendo na disputa sobre essa dupla nomeação. Em compensação, Carlos I da Espanha em 1530 o nomeou capelão-mor da Capela dos Novos Monarcas na Catedral de Toledo.
Seis meses depois, Carlos o nomeou bispo de Canárias e ele foi eleito bispo em 22 de junho de 1530. Ele foi transferido para a sé de Ciudad Rodrigo em 14 de dezembro de 1530. Em 11 de abril de 1537, ele foi transferido para a sé de Córdova, entrando na diocese em 2 de março de 1538. Ele participou das Cortes realizadas em Toledo a partir de 15 de outubro de 1538.
A pedido do rei Carlos I, o Papa Paulo III criou Fernández Manrique como cardeal-sacerdote no consistório de 20 de dezembro de 1538. Ele recebeu o chapéu vermelho em 26 de abril de 1540 e a igreja titular de Santi Giovanni e Paolo em 21 de maio de 1540. 
Ele morreu de peste em Roma em 7 de outubro de 1540. Ele foi temporariamente enterrado em Santa Maria in Aracoeli, e seus restos mortais foram posteriormente transferidos para a Espanha e enterrados novamente.